# MW (Altenburg)
MW is een historisch merk van motorfietsen. De bedrijfsnaam was Motorenwerke Paul Paffrath, Altenburg-Noblitz.
Paul Paffrath bouwde van 1923 tot 1926 bijzondere motorfietsen met plaatframes. De eerste modellen hadden eigen 248 cc kopklepmotoren, later ook een 144 cc tweecilinder tweetaktmotor waarbij de cilinders los achter elkaar stonden. De motorfietsen werden ook onder de naam Paffrath verkocht. Na 1945 bouwde Paffrath in Linz am Rhein de Eilenriede-inbouwmotoren. 